# De Lindenhof (Delft)
De Lindenhof of De Tent is een gebouw gelegen in het beschermd stadsgezicht Agnetapark in de plaats Delft, in de Nederlandse provincie Zuid-Holland. Het werd in 1914 gebouwd op de plaats van de oude houten 'Tent'. Het monumentale pand, een ontwerp van architect Henri Evers, diende als recreatief- en cultureel centrum.
Het gebouw met verdieping heeft een pannen wolfdak met nokruiters op de hoeken, drie ventilatiekappen, en dakkapellen. Tussen de twee ingangsportalen is een uitgebouwde houten serre aan de lange oostzijde. De ronde traptoren is bekroond met een koperen koepel. De korte zuidgevel is voorzien van een door een lessenaarsdak overhuifd ingangsportiek. De grootste zaal is de toneelzaal met een groot podium en kroonluchters.
Sinds 2019 is er een restaurant in het rijksmonument gevestigd.